# 陈泓宇
陈泓宇（1978年11月3日—），新加坡当红影视男演员，新傳媒私人有限公司经纪合約男藝人。
24岁之龄出道，至今已担当多部电视剧男主角。其中以《荷兰村》，《志在四方》和《信约：动荡的年代》为代表作。2015年首次获得红星大奖最佳男主角，成为了红星大奖2015的视帝。是新加坡电视当家阿哥之一。

## 演艺经历

### 出道前
陈泓宇在没有前往新加坡当演员之前，曾经是一位顶尖的羽球选手，有羽球梦。但可惜的是，他最终无缘打入国家队。于是他转逐明星梦，最后如愿来到新加坡当演员。

### 当红小生失业转回老本行
由于一次钱财问题，他所有的汽车，房屋等一无所有。在他被裁的失业期间，陈泓宇做回卖眼镜的老本行，甚至有人过来眼镜店的时候还被观众认出他。眼镜店的老板就算知道了他是艺人也好，都只是应酬式地向他订了5副眼镜就把他打发走，就算他也是要挣钱也好，也是让他的心里很不好受。甚至在租房期间，他还得还车债和卡债，生活潦倒。

## 影視作品

### 電視劇
| 首播   | 電視劇                   | 角色                              | 首播頻道           |
| 2003年 | 《真心英雄》             | 张汉良                            | 新传媒电视第八波道 |
| 2003年 | 《荷兰村》               | 余宏志/小心                       | 新传媒电视第八波道 |
| 2003年 | 《无炎的爱》             |                                   | 新传媒电视第八波道 |
| 2004年 | 《非一般妈妈》           |                                   | 新传媒电视第八波道 |
| 2004年 | 《甜蜜风暴》             | 唐韦柏                            | 報業傳訊優頻道     |
| 2004年 | 《零楼》                 |                                   | 報業傳訊優頻道     |
| 2005年 | 《爱的掌门人》           |                                   | 新传媒电视第八波道 |
| 2005年 | 《Yummy Yummy》          | 吳世龍                            | 無綫電視翡翠台     |
| 2006年 | 《刑警2人组》            | 林成辉                            | 新傳媒8頻道        |
| 2006年 | 《原点》                 | 方宇诚                            | ntv7 / 新傳媒8頻道 |
| 2006年 | 《萤火虫的梦》           | 马子康                            | 新傳媒8頻道        |
| 2007年 | 《奇迹》                 | Kelvin                            | 新傳媒8頻道        |
| 2007年 | 《幸运星》               | 秦世轩                            | 新傳媒8頻道        |
| 2007年 | 《天使的烙印》           | 叶子扬                            | ntv7 / 新傳媒8頻道 |
| 2007年 | 《天堂鸟》               |                                   | 新傳媒8頻道        |
| 2008年 | 《谜图》                 | Alex                              | 新傳媒8頻道        |
| 2008年 | 《绝对佳人》             | 梁兴雄                            | 新傳媒8頻道        |
| 2008年 | 《叮当神探》             | 姜在熙                            | 新傳媒8頻道        |
| 2009年 | 《未来不是梦》           | 江乘风                            | 新傳媒8頻道        |
| 2009年 | 《想握你的手》           | 李立勤                            | 新傳媒8頻道        |
| 2010年 | 《過好年》               |                                   | 新傳媒8頻道        |
| 2010年 | 《最火搭档》             | 骆忠孝                            | 新傳媒8頻道        |
| 2011年 | 《漁米人家》             | 罗世聪                            | ntv7 / 新傳媒8頻道 |
| 2011年 | 《四个门牌一个梦》       | 叶孟                              | 新傳媒8頻道        |
| 2011年 | 《甘榜情》               | 王立海                            | 新傳媒8頻道        |
| 2012年 | 《千方百计》             | 曾骏纬                            | 新傳媒8頻道        |
| 2012年 | 《X元素》                | 丘汉祥                            | 新傳媒8頻道        |
| 2012年 | 《庭外和解》             | 邱健志                            | ntv7 / 新傳媒8頻道 |
| 2012年 | 《真愛趁現在》           | 严凯                              | 三立都會台         |
| 2013年 | 《志在四方》             | 杜展鹏                            | 新傳媒8頻道        |
| 2013年 | 《親愛的，我愛上別人了》 | Frank                             | 台視主頻           |
| 2013年 | 《有愛一家人》           | 李崇威                            | 三立都會台         |
| 2014年 | 《祖先保佑》             | 连文鼎（1948年）/连文顶（2014年） | 新傳媒8頻道        |
| 2014年 | 《信約：動盪的年代》     | 张佳 / 胡佳                       | 新傳媒8頻道        |
| 2015年 | 《信约：我们的家园》     | 张佳                              | 新傳媒8頻道        |
| 2016年 | 《絕世好工》             | 李俊风 / 张俊枫                   | 新傳媒8頻道        |
| 2016年 | 《大英雄》               | 周發達                            | 新傳媒8頻道        |
| 2017年 | 《知星人》               | 楊天生                            | 新傳媒8頻道        |
| 2017年 | 《我的知星女友》         | 楊天生                            | Toggle             |
| 2017年 | 《第一主角》             | 谢光辉                            | 新傳媒8頻道        |
| 2018年 | 《祖先保佑2》            | 连学庚                            | 新傳媒8頻道        |
| 2019年 | 《阴错阳差》             | 牛俊阳                            | 新傳媒8頻道        |
| 2019年 | 《一切从昏睡开始》       | 何子骏                            | 新傳媒8頻道        |
| 2019年 | 《攻星计》               | 张国瑜                            | 哇哇映画           |
| 2020年 | 《味之道》               | 钱若风                            | 新傳媒8頻道        |
| 2021年 | 《21点灵》               | 高梓辰                            | 新傳媒8頻道        |
| 2022年 | 《医生不是神》           | 朱佳才                            | 新傳媒8頻道        |
| 2023年 | 《只此一家》             | Andy Chua                         | 新傳媒8频道        |
| 2025年 | 《小娘惹之翡翠山》       | 张金海                            | 新傳媒8頻道        |

### 电影
- 2011年 《结婚那件事》饰演 Jeremy
- 2013年 《结婚那件事之後》饰演 Jeremy
- 2017年 《头条》饰演 安仔
- 2013年 《Oh! Squints II》饰演 Zhang Qing Jia 张清佳
- 2018年 《Oh! Squints III》饰演 Zhang Qing Jia 张清佳
- 2018年 《吉屋》
- 2019年 《女鬼爱上尸》

## 演技獎項
| 年份 | 頒獎典禮            | 獎項                    | 劇集                 | 角色       | 結果 |
| ---- | ------------------- | ----------------------- | -------------------- | ---------- | ---- |
| 2006 | 第13屆 紅星大獎2006 | 最佳男配角              | 《刑警2人组》        | 林成辉     | 提名 |
| 2007 | 第14屆 紅星大獎2007 | 十大最受欢迎男艺人      | 不適用               | 不適用     | 提名 |
| 2010 | 第16屆 紅星大獎2010 | 十大最受欢迎男艺人      | 不適用               | 不適用     | 提名 |
| 2011 | 第17屆 紅星大獎2011 | 最佳男主角              | 《想握你的手》       | 李立勤     | 提名 |
| 2011 | 第17屆 紅星大獎2011 | 十大最受欢迎男艺人      | 不適用               | 不適用     | 提名 |
| 2014 | 第20屆 紅星大獎2014 | 最佳男配角              | 《志在四方》         | 杜展鹏     | 提名 |
| 2015 | 第21屆 紅星大獎2015 | 最佳男主角              | 《信約：動盪的年代》 | 胡佳／張佳 | 獲獎 |
| 2015 | 第21屆 紅星大獎2015 | 年度飞跃奖              | 《信約：動盪的年代》 | 胡佳／張佳 | 獲獎 |
| 2015 | 第21屆 紅星大獎2015 | 最佳开心果奖            | 《祖先保佑》         | 连文鼎     | 提名 |
| 2015 | 第21屆 紅星大獎2015 | 十大最受欢迎男艺人      | 不適用               | 不適用     | 獲獎 |
| 2016 | 第22屆 紅星大獎2016 | 最佳男主角              | 《信約：我們的家園》 | 張佳       | 提名 |
| 2016 | 第22屆 紅星大獎2016 | 最喜爱银幕情侣 (与瑞恩) | 《信約：我們的家園》 | 張佳       | 提名 |
| 2016 | 第22屆 紅星大獎2016 | 十大最受欢迎男艺人      | 不適用               | 不適用     | 提名 |
| 2017 | 第23屆 紅星大獎2017 | 最佳男主角              | 《大英雄》           | 周发达     | 提名 |
| 2017 | 第23屆 紅星大獎2017 | 最佳开心果奖            | 《大英雄》           | 周发达     | 提名 |
| 2017 | 第23屆 紅星大獎2017 | 十大最受欢迎男艺人      | 不適用               | 不適用     | 提名 |
| 2018 | 第24屆 紅星大獎2018 | 最佳男主角              | 《知星人》           | 杨天生     | 提名 |
| 2018 | 第24屆 紅星大獎2018 | 十大最受欢迎男艺人      | 不適用               | 不適用     | 獲獎 |
| 2018 | 第24屆 紅星大獎2018 | 媒体票选视帝            | 《知星人》           | 杨天生     | 提名 |
| 2019 | 第25屆 紅星大獎2019 | 最佳男主角              | 《祖先保佑2》        | 连学庚     | 提名 |
| 2019 | 第25屆 紅星大獎2019 | 十大最受欢迎男艺人      | 不適用               | 不適用     | 獲獎 |
| 2021 | 第26屆 紅星大獎2021 | 十大最受欢迎男艺人      | 不適用               | 不適用     | 獲獎 |
| 2022 | 第27屆 紅星大獎2022 | 十大最受欢迎男艺人      | 不適用               | 不適用     | 獲獎 |
| 2023 | 第28屆 紅星大獎2023 | 十大最受欢迎男艺人      | 不適用               | 不適用     | 獲獎 |
| 2024 | 第29屆 紅星大獎2024 | 十大最受欢迎男艺人      | 不適用               | 不適用     | 獲獎 |

### 网络奖项
| 年份 | 頒獎典禮            | 奖项           | 剧集     | 角色      | 結果 |
| ---- | ------------------- | -------------- | -------- | --------- | ---- |
| 2024 | 第29届 红星大奖2024 | 最讨人厌大反派 | 只此一家 | Andy Chua | 提名 |

## 外部連結
- 陳泓宇Shaun Chen的Facebook專頁
- 陈泓宇的X（前Twitter）
- 陈泓宇的X（前Twitter）
- Shaun陈泓宇的新浪微博
- 陈泓宇在互联网电影资料库（IMDb）上的資料（英文）（英文）
- 陈泓宇在香港影庫上的簡介
- 陈泓宇在豆瓣上的资料（简体中文）
- 陈泓宇在时光网上的簡介（简体中文）

| 前任： 方展發 | 红星大奖 最佳男主角 2015年 | 繼任： 戚玉武 |